# Unapologetically
Unapologetically è il secondo album in studio della cantante di musica country statunitense Kelsea Ballerini, pubblicato nel 2017.

## Tracce
1. Graveyard – 3:46
2. Miss Me More – 3:12
3. Get Over Yourself – 3:20
4. Roses – 2:57
5. Machine Heart – 3:09
6. In Between – 3:29
7. High School – 3:55
8. End of the World – 3:28
9. I Hate Love Songs – 3:11
10. Unapologetically – 3:38
11. Music – 3:23
12. Legends – 4:03